# Manfred Böll
Manfred Böll (* 1944 in Linz) ist ein österreichischer Schauspieler und Hörspielsprecher.

## Leben
Manfred Böll absolvierte seine künstlerische Ausbildung von 1963 bis 1967 am Mozarteum in Salzburg. Es folgten Engagements an den Städtischen Bühnen Nürnberg, am Theater Aachen und dem Theater am Goetheplatz in Bremen. 1984 wechselte Böll an die Städtischen Bühnen Freiburg, wo er u. a. Die Ermittlung von Peter Weiss inszenierte und in Inszenierungen von Ulrich Brecht und Thomas Reichert mitwirkte. Von 1989 bis 2012 gehörte Böll dem Ensemble des Schauspielhauses Bochum an. Neben verschiedenen Rollen in Helge Schneiders Mendy – das Wusical sah man ihn dort als Prospero in Shakespeares Sturm, als Theaterdirektor Harro Hassenreuther in Die Ratten von Gerhart Hauptmann oder den alten Dogsborough in Bertolt Brechts Der aufhaltsame Aufstieg des Arturo Ui. Böll spielte ferner den Ferapont in Drei Schwestern von Anton Tschechow, den Pastor Chasuble in Oscar Wildes Bunbury oder den Inspizienten in einer Bühnenfassung von Opening Night.
Sporadisch übernimmt Manfred Böll auch Aufgaben vor der Kamera. So konnte man ihn in Serien wie Die Wache, SOKO Köln, Rennschwein Rudi Rüssel oder Heldt sehen. 2004 spielte er in Helge Schneiders Kinofilm Jazzclub – Der frühe Vogel fängt den Wurm und übernahm 2011 eine Gastrolle in der Tatort-Folge Das schwarze Haus. Eine  Gastrolle hatte er in der Serie Rentnercops und in dem internationalen Film Tom of Finland.
Manfred Böll ist daneben auch als Hörspielsprecher tätig; häufig lieh er bspw. Hörfunkfassungen für Kinder unter der Regie von Charlotte Niemann seine Stimme. Unter anderem sprach er das Kaninchen in Pu der Bär, den Belze in Nöstlingers Der liebe Herr Teufel  und die Titelrolle in Einer oder war Leberecht in Liebkind im Vogelnest nach dem Kinderbuch von Peter Hacks.

## Filmografie (Auswahl)
- 1969: Der Talisman
- 1977: Loriot (Folge IV)
- 1988: Camillo Castiglioni oder Die Moral der Haifische
- 1991: Sisi und der Kaiserkuß
- 1994: Die Wache – Kleine Schweinereien
- 1998: Stadtklinik – Die Befreiung
- 2003: Die Klasse von ’99 – Schule war gestern, Leben ist jetzt
- 2003: Mendy – das Wusical
- 2004: Jazzclub – Der frühe Vogel fängt den Wurm
- 2004: Alarm für Cobra 11 – Die Autobahnpolizei – Sabotage
- 2009–2022: SOKO Köln (2 Folgen)
- 2010: Die Jagd nach der Heiligen Lanze
- 2010: Rennschwein Rudi Rüssel – Rudis Mama
- 2011: Tatort – Das schwarze Haus
- 2012: Mord mit Aussicht – Das nennt man Camping
- 2013: Heiter bis tödlich: Zwischen den Zeilen – Der Herr des Rings
- 2013: Sommer in Rom
- 2013: Nichts für Feiglinge
- 2014: Hotel 13 (Episode #2.56)
- 2015: Heldt – Immer Ärger mit Harry
- 2017: Rentnercops – Im Wagen vor mir
- 2017: 1000 Arten Regen zu beschreiben
- 2019: Die Spezialisten – Im Namen der Opfer – Nazigold
- 2020: Alte Bande
- 2022: Tatort: Vier Jahre
- 2022: King of Stonks (1 Folge)

## Hörspielproduktionen (Auswahl)
- 1978: Ich und der Oberkellner – Regie: Günter Bommert
- 1978: Der liebe Herr Teufel – Regie: Charlotte Niemann
- 1978: Pu der Bär (8 Folgen) – Regie: Charlotte Niemann
- 1981: Das Haus am Wind – Regie: Gottfried von Einem
- 1984: Schlechte Zeiten für Gespenster – Regie: Walter Wippersberg
- 1986: Die Freunde – Regie: Charlotte Niemann
- 1988: Liebkind im Vogelnest (4 Folgen) – Regie: Charlotte Niemann
- 1989: Die Erzählung der Magd Zerline – Regie: Andrea Breth
- 1990: Hören, Erinnern – Regie: Gerhard Willert
- 1992: Stachel-Charlie (3 Folgen) – Regie: Charlotte Niemann
- 1994: Bauer Schlauer fährt zur Stadt – Regie: Charlotte Niemann